# Lounge Chair

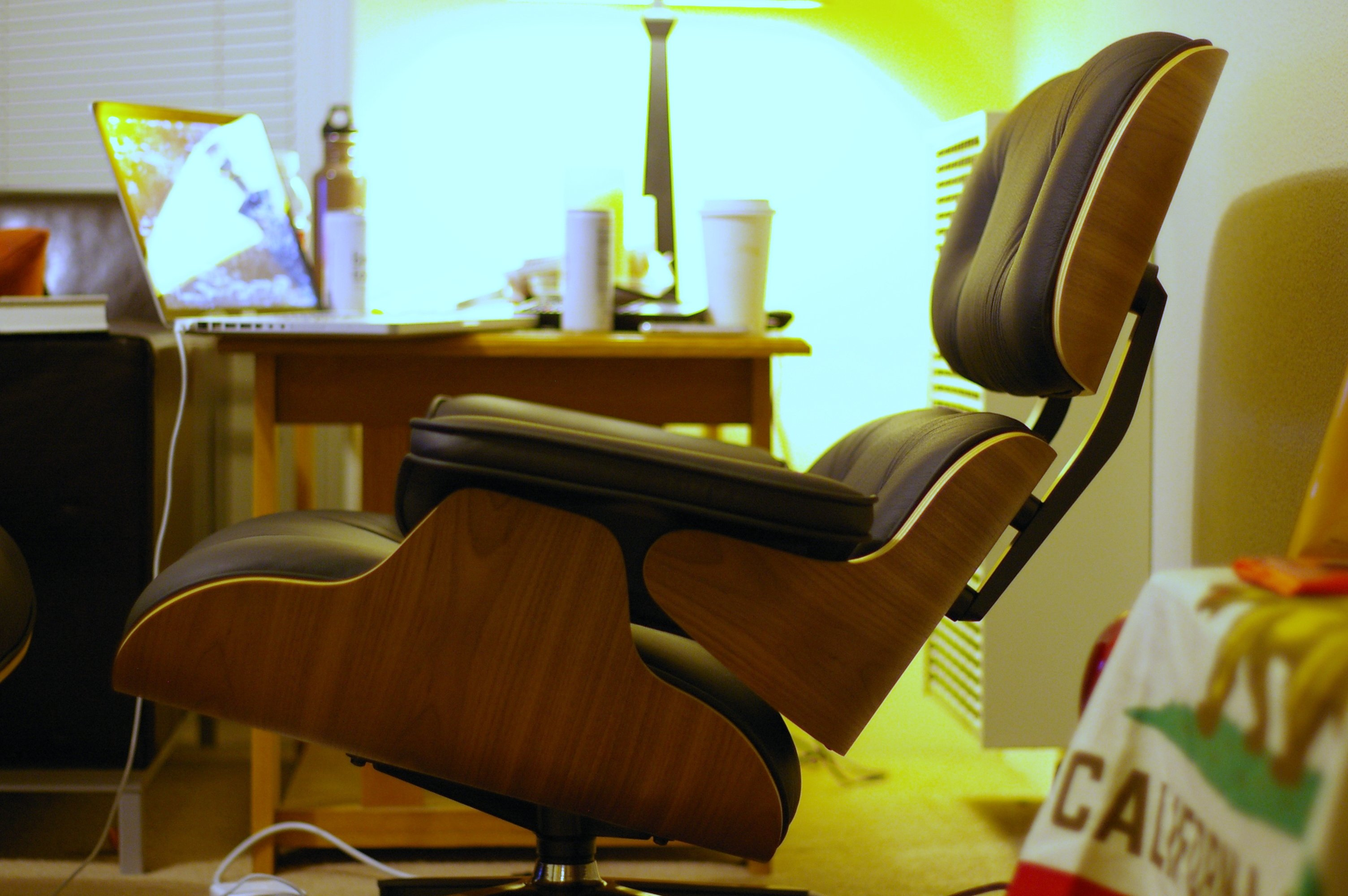
Der Lounge Chair im Profil

Der Lounge Chair und der zugehörige Fußhocker sind Entwürfe des amerikanischen Designerpaars Charles und Ray Eames aus dem Jahr 1956.

## Entwicklung
Nach mehreren Jahren Entwicklung stellten sie 1956 den Sessel und den Hocker vor, die sie für den Möbelhersteller Herman Miller entwickelten. Herman Miller produziert die Möbel seither. In Europa wird der Sessel seit 1957 unter Lizenz bei Vitra produziert. Während Herman Miller Sessel und Ottoman mit dem von Eames eigens für den Lounge Chair entworfenen Gestell mit höhenverstellbaren Edelstahlgleitern produziert, stattet Vitra die Lizenzausführung mit dem „Contract Base“ aus, welches für zahlreiche Entwürfe u. a. für Tische und Alu Chairs verwendet wurde. Mit dem Lounge Chair stellten die Eames ihre ersten Entwürfe für das Hochpreissegment vor, vorher hatten sie sich auf günstige Möbel konzentriert.
Bei der Entwicklung inspiriert wurden sie durch den Filmregisseur Billy Wilder. Wilder fehlte am Filmset ein bequemer Sessel, auf dem er sich in den Pausen ausruhen und schlafen konnte. So kam es auch, dass er einen der ersten fertigen Sessel als Geschenk erhielt.

## Konstruktion

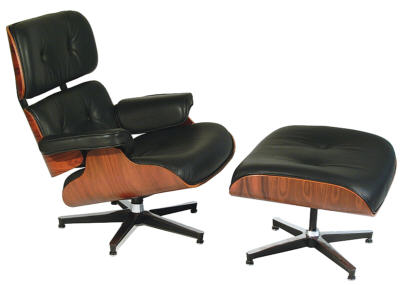
Sessel und Fußhocker in der Seitenansicht

Der Sessel und der zugehörige Fußhocker sind ähnlich konstruiert. Auf Schichtholzschalen, die auf einem drehbaren Stahlfuß lagern, sind Lederkissen als Sitzfläche und Armauflage befestigt. Die Kissen aus Anilinleder sind mit Clips befestigt und können so entfernt werden. Sie haben kleine unsichtbare Luftlöcher, aus denen die Luft beim Hinsetzen hinaus strömen kann. Die Auswahl der Materialien und der verwendeten Farben änderte sich im Zeitverlauf. Das anfänglich verwendete Palisander zeigte sich nicht als ausreichend dauerhaft. Aus Gründen der Nachhaltigkeit wird die Schale mittlerweile aus dem ähnlich aussehenden Santos Palisander hergestellt. Auch weitere Ausführungen, wie z. B. Kirsche oder Nussbaum sind erhältlich. Die Schalen sind 8 mm dick. Da die Menschen über die Jahrzehnte stetig größer wurden, wird der Lounge Chair seit diesem Jahrtausend auch in einer (kaum merkbar) vergrößerten Variante angeboten (Originalhöhe: 84 cm, Komforthöhe: 89 cm). An der Unterseite des Sessels ist eine Plakette mit der Aufschrift „Lounge Chair & Ottoman Design: Charles & Ray Eames, 1956 New Dimensions The authorized Original Vitra.“ befestigt.

### Sessel
Der Sessel besteht aus drei Schichtholzschalen. Die untere, an der auch der sternförmige Drehfuß befestigt ist, ist mit der mittleren Schale, die den unteren Teil des Rückenteils bildet, über eine Metallplatte unter den Armlehnen verschraubt. Die Schichtholzschale des oberen Teils der Rückenlehne ist über gummigelagerte Metallträger mit der mittleren Schale verbunden. Dadurch kann dieser Teil mitfedern.

### Fußhocker
Der gepolsterte Fußhocker besteht aus einer gebogenen Schichtholzschale, auf der ein einzelnes Sitzkissen mit Lederbezug befestigt ist. Anders als der Sessel ist der Standfuß kreuzförmig, hat also nur vier einzelne Füße.

## Rezeption
Das Möbelstück ist Teil der ständigen Ausstellung des Museum of Modern Art in New York, der National Gallery of Victoria in Melbourne, des Designmuseums Danmark in Kopenhagen und weiterer Designmuseen. Der Lounge Chair wurde häufig als Requisit in Filmen und Fernsehproduktionen verwendet, so in verschiedenen James-Bond-Filmen, Iron Man 2, Tron Legacy und Serien wie Frasier oder Gossip Girl.

## Verschiedenes
- 2013 verpflichtete Frankreichs Präsident François Hollande die französischen Minister, ihre Vermögenslage zu veröffentlichen. Industrieminister Arnaud Montebourg erklärte, neben einem Peugeot besitze er einen Eames Chair.[6]